# Prawo wizytowania
Prawo wizytowania – empiryczne, powszechne prawo mobilności ludzi sformułowane przez Markusa Schläpfera i Geoffreya Westa, i ich zespół, określające częstość i odległość wizytowania miejsc przez mieszkańców miast.
Prawidłowość jest skalowalna i określa liczbę odwiedzin danego miejsca w zależności od dystansu jaki odwiedzający musi przebyć i częstości wizyt. W odróżnieniu od powszechnie stosowanego w modelowaniu przepływu ludności prawa ciążenia, prawo wizytowania uwzględnia również częstotliwość wizyt. Oznacza to, że liczba wizyt w miejscu nie zależy jedynie od odwrotności kwadratu odległości potrzebnej do przebycia (miejsca 2 razy bardziej odległe odwiedzane są 4 razy mniej licznie), ale też od odwrotności kwadratu częstotliwości wizyt (wizyty 2 razy częstsze zdarzają się 4 razy mniej licznie):
{\displaystyle \rho _{i}(r,f)={\frac {\mu _{i}}{(rf)^{\eta }}},}
gdzie:
- μi – przestrzenna atrakcyjność miejsca
- r – dystans do przebycia potrzebny do odwiedzenia miejsca
- f – częstotliwość odwiedzania miejsca
- η – współczynnik proporcjonalności zbliżony do 2

Jedną z konsekwencji takiej zależności jest to, że liczba osób odwiedzających dane miejsce, na przykład z 10 kilometrów 3 razy w tygodniu jest zbliżona do liczby wizytujących z 3 kilometrów, ale 10 razy w tygodniu. Prawo to spełnia jednocześnie prawo Zipfa.
Według American Association for the Advancement of Science prawo wizytowania, mimo prostoty, daje potężne możliwości w predykcji liczby ludzi w dowolnym punkcie miasta i przepływu ludzi między tymi punktami, i może być szczególnie użyteczne w urbanistyce i epidemiologii.
Prawo to zostało sformułowane na podstawie analizy zanonimizowanych danych z milionów telefonów komórkowych na terenie aglomeracji Bostonu, Lizbony, Singapuru i Dakaru. Było to pierwsze systematyczne badania wykorzystujące takie dane nie z punktu widzenia użytkownika telefonu, ale z punktu widzenia odwiedzanych miejsc.
Według badaczy prawo jest rezultatem zagadnień optymalizacyjnych – przemieszczanie się wymaga przede wszystkim dwóch zasobów: energii i czasu. Z prawa wizytacji wynika, że średnio ilość energii i czasu jaką ludzie są skłonni poświęcić na dotarcie do określonego miejsca jest taka sama.